# John Paul Jones Arena
John Paul Jones Arena, conhecida também pela sigla "JPJ", é uma arena multi-uso localizada na Universidade da Virgínia em Charlottesville, Virgínia. Inaugurada em 1º de agosto de 2006, comporta até 14,593 pessoas para basquete e é a casa dos times masculino e feminino de basquete Virginia Cavaliers.